# Hotel Gate One de Bratislava
El Hotel Gate One de Bratislava está situado cerca del aeropuerto de Bratislava, en el distrito Ružinov en el vecindario del centro comercial Avión y varios edificios de oficinas. 
El Hotel Gate One Bratislava está clasificado como hotel cuatro estrellas. En el hotel hay 114 habitaciones y 7 suites, sala de congresos para 500 personas, un restaurante y un bar en la planta baja y un centro de bienestar en la 7 ª planta. El Concepto y la ubicación del hotel se enfoca principalmente en los clientes empresariales. 
Desde su inauguración en 2009, el hotel es operado por la empresa conocida Eurohotel y es el primer hotel en Eslovaquia que es miembro de la alianza internacional de hoteles - Preferred Hotel Group.